# عبر الزجاج (فلم)
عبر الزجاج (بالإنجليزية: Through the glass) هو فيلم كوميدي أمريكي نيجيري صدرَ عام 2008 من تأليف وإخراج وإنتاج ستيفاني أوكيريكي لينوس. رُشِّحَ الفيلم لجائزة أفضل سيناريو في حفل توزيع جوائز أكاديمية الأفلام الأفريقية الخامس عام 2009.

## القصّة
يحكي الفيلم قصة جيفري (يلعبُ دوره الممثل جاريت ماككني) الذي يجدُ نفسه عالقًا مع طفل مجهول. يطلبُ جيفري المساعدة من جاره النيجيري (يلعب دوره الممثل ستيفاني أوكيريكي لينوس) لمساعدتهِ في العثور على والدةِ الطفل قبل أن تُدمَّر حياته بالكامل.

## طاقم التمثيل
| - غاريت ماكيكني في دور جيفري - ستيفاني أوكيريكي لينوس في دور آدا | - كريستي ويليامز في دور نيكول - باسكال أتوما في دور المحامي روبرت | - سوزي دودسون في دور السيدة لوكاس - دانا حنا في دور جينا |